# Południowo-zachodni okręg wyborczy w Islandii
Południowo-zachodni okręg wyborczy w Islandii (is. Suðvesturkjördæmi) – jest jednym z sześciu okręgów wyborczych Islandii. Jest to najbardziej zaludniony okręg wyborczy i posiada 14 mandatów w Althing, z czego dwa wyrównawcze. Okręg wyborczy obejmuje wszystkie gminy obszaru stołecznego poza Reykjavíkiem, które wcześniej były częścią nieistniejącego okręgu Reykjaneskjördem. Pierwsze wybory odbyły się w nowej strukturze okręgów wyborczych w wyborach parlamentarnych w 2003 roku.

## System wyborczy
W tym okręgu wybiera się obecnie dwunastu spośród 63 członków parlamentu Islandii przy użyciu systemu wyborczego proporcjonalnej reprezentacji z otwartymi listami partyjnymi. Mandaty okręgowe są rozdzielane metodą D'Hondta. Mandaty kompensacyjne (wyrównawcze) są obliczane na podstawie głosów oddanych w skali kraju i są rozdzielane metodą D'Hondta na poziomie okręgów wyborczych. Tylko partie, które osiągną 5% próg wyborczy w skali kraju, konkurują o mandaty kompensacyjne.

## Gminy
W regionie południowo-zachodnim znajduje się 6 następujących miast i gmin: Kópavogur, Hafnarfjörður, Garðabær, Mosfellsbær, Seltjarnarnes , Kjósarhreppur.

## Statystyki wyborcze
| Wybory                                                                           | Liczba wyborców na liście | Zmiana      | Oddane głosy | Frekwencja wyborcza | Głosowanie uzupełniające | Głosowanie uzupełniające | Mandaty | Wyborcy na mandat parlamentarny | Waga[1] |
| Wybory                                                                           | Liczba wyborców na liście | Zmiana      | Oddane głosy | Frekwencja wyborcza | Ilość głosów             | Udział procentowy        | Mandaty | Wyborcy na mandat parlamentarny | Waga[1] |
| -------------------------------------------------------------------------------- | ------------------------- | ----------- | ------------ | ------------------- | ------------------------ | ------------------------ | ------- | ------------------------------- | ------- |
| 2003                                                                             | 48 842                    | nie dotyczy | 43 246       | 88,5%               | 3 979                    | 9,2%                     | 11      | 4 440                           | 76%     |
| 2007                                                                             | 54 584                    | 5 742       | 45 989       | 84,3%               | 5 211                    | 11,3%                    | 12      | 4 549                           | 77%     |
| 2009                                                                             | 58 202                    | 3 618       | 50 315       | 86,4%               | 5 624                    | 11,2%                    | 12      | 4 850                           | 75%     |
| 2013                                                                             | 63 125                    | 4 923       | 52 048       | 82,5%               | 8 493                    | 16,3%                    | 13      | 4 856                           | 78%     |
| 2016                                                                             | 68 240                    | 5 115       | 54 667       | 80,1%               | 8 496                    | 15,5%                    | 13      | 5 249                           | 75%     |
| 2017                                                                             | 69 544                    | 1 304       | 57 255       | 82,3%               | 10 923                   | 19,1%                    | 13      | 5 350                           | 74%     |
| 2021                                                                             | 73 729                    | 4 185       | 59 820       | 81,1%               | 15 184                   | 25,4%                    | 13      | 5 671                           | 71%     |
| 2024                                                                             | 79 052                    | 5 323       | 64 559       | 81,7%               | -                        | -                        | 14      | 5 647                           | 75%     |
| [1] Waga głosów w tym okręgu wyborczym w porównaniu z wagą głosów w skali kraju. |                           |             |              |                     |                          |                          |         |                                 |         |
| Źródło: Urząd Statystyczny Islandii                                              |                           |             |              |                     |                          |                          |         |                                 |         |